# Patagosaurus
Patagosaurus (nghĩa là "thằn lằn Patagonia") là một chi khủng long chân thằn lằn thật sự (Eusauropoda) đã tuyệt chủng từ Trung kỷ Jura tại Patagonia, Argentina. Nó được tìm thấy lần đầu tiên trong các trầm tích kiến tạo Cañadon Asfalto có từ 165-161 triệu năm trước. Mặc dù ban đầu mười hai mẫu vật đã được đưa vào đơn vị phân loại của chi này, ít nhất một trong số chúng có thể thuộc về một chi khác. Patagosaurus có lẽ đã sống chung với các chi khác như Piatnitzkysaurus, Condorraptor, Volkheimeria.